# Италија на Европском првенству у атлетици у дворани 1972.
Италија је  учествовала на 3. Европском првенству у атлетици у дворани 1972. одржаном у Греноблу, 11. и 12. марта. Репрезентацију Италије у њеном дтрећем учешћу на европским првенствима у дворани представљао је 11 спортиста (7 мушкраца и 4 жене) који су се такмичили у 8 дисциплина: 5 мушких и 3 женске.
На овом првенству Италија није освојила ниједну медаљи. Медаље је освајало 14 земаља од укупно 23 земље учеснице.
У табели успешности према броју и пласману такмичара који су учествовали у финалним такмичењима (првих 8 такмичара) Аустрија је са 2 учесника у финалу делила са Белгијом 18 место са 6 бодоваа, од 23 земље које су у финалу имале представнике, односни све земље учеснице имале су бар једног представника у финалу.
| Плас. | Земља   | 1. место | 2. место | 3. место | 4. место | 5. место | 6. место | 7. место | 8. место | Бр. финал. - Бод. |
| ----- | ------- | -------- | -------- | -------- | -------- | -------- | -------- | -------- | -------- | ----------------- |
| =18.  | Италија | −        | −        | −        | −        | −        | 2 − 3    | −        | −        | 2 − 6             |

## Учесници
| Бр. | Дисциплина   | Мушкарци                                  | Жене                         | Укупно |
| --- | ------------ | ----------------------------------------- | ---------------------------- | ------ |
| 1.  | 50 м         | Виторио Рошо                              | Цецилија Молинари Лаура Напи | 3      |
| 2.  | 800 м        |                                           | Доната Ђовони                | 2      |
| 3.  | 3.000 м      | Ренцо Финели                              |                              | 1      |
| 4.  | 50 м препоне | Ђузепе Бутари Луиђи Донофрио Марко Ачерби | Илеана Онгар                 | 4      |
| 5.  | Скок увис    | Марко Скиво                               |                              | 1      |
| 6.  | Скок мотком  | Силвио Траквели                           |                              | 1      |
|     | Укупно (6)   | 7                                         | 4                            | 11     |

## Резултати

### Мушкарци
| Атлетичар       | Дисциплина   | Лични рекорд | Квалификације | Квалификације | Полуфинале           | Полуфинале           | Финале               | Финале    | Детаљи |
| Атлетичар       | Дисциплина   | Лични рекорд | Резултат      | Место         | Резултат             | Место                | Резултат             | Место     | Детаљи |
| --------------- | ------------ | ------------ | ------------- | ------------- | -------------------- | -------------------- | -------------------- | --------- | ------ |
| Виторио Рошо    | 50 м         |              | 6,02          | 5. у гр. 3    | Није се квалификовао | Није се квалификовао | Није се квалификовао | =13. / 15 |        |
| Ренцо Финели    | 3.000 м      |              |               |               |                      |                      | 8:18,74              | 6. / 7    |        |
| Луиђи Донофрио  | 50 м препоне |              | 6,83          | 5. у гр. 1    | Није се квалификовао | Није се квалификовао | Није се квалификовао | 19. / 24  |        |
| Ђузепе Бутари   | 50 м препоне |              | 8,81          | 5. у гр. 3    | Није се квалификовао | Није се квалификовао | Није се квалификовао | 16. / 24  |        |
| Марко Ачерби    | 50 м препоне |              | 6,86          | 5. у гр. 4    | Није се квалификовао | Није се квалификовао | Није се квалификовао | 21. / 24  |        |
| Марко Скиво     | Скок увис    |              |               |               |                      |                      | 2,05                 | 13. / 15  |        |
| Силвио Траквели | Скок мотком  |              | 4,80          | 9. / 19 (12)  |                      |                      |                      |           |        |

### Жене
| Атлетичарка       | Дисциплина   | Лични рекорд | Квалификације | Квалификације | Полуфинале            | Полуфинале            | Финале                | Финале   | Детаљи |
| Атлетичарка       | Дисциплина   | Лични рекорд | Резултат      | Место         | Резултат              | Место                 | Резултат              | Место    | Детаљи |
| ----------------- | ------------ | ------------ | ------------- | ------------- | --------------------- | --------------------- | --------------------- | -------- | ------ |
| Чечилија Молинари | 50 м         |              | 6.57 ЛР       | 4. у гр 2     | Није се квалификовала | Није се квалификовала | Није се квалификовала | 15. / 19 |        |
| Лаура Напи        | 50 м         |              | 6,59 ЛР       | 3. у гр 1     | Није се квалификовала | Није се квалификовала | Није се квалификовала | 16. / 19 |        |
| Доната Ђовони     | 800 м        |              | 2:06,34 ЛР    | 2. у гр. 2    |                       |                       | 2:09,69               | 6. / 11  |        |
| Илеана Онгар      | 50 м препоне |              | 7,45          | 5. у гр. 1    | Није се квалификовала | Није се квалификовала | Није се квалификовала | 20. / 21 |        |

## Биланс медаља Италије после 3. Европског првенства у дворани 1970—1972.
|     | ЕП     |   |   |   |   | УП  |
| 1.  | 1970.  | 0 | 0 | 0 | 0 |     |
| 2.  | 1971.  | 0 | 0 | 2 | 2 | 12. |
| 3.  | 1972.  | 0 | 0 | 0 | 0 | =17 |
| 1-3 | Укупно | 0 | 0 | 2 | 2 | =17 |
| --- | ------ | - | - | - | - | --- |

|                                        | ЕП                                     |                                        |                                        |                                        |                                        |                                        |
| Није било вишеструких освајача медаља. | Није било вишеструких освајача медаља. | Није било вишеструких освајача медаља. | Није било вишеструких освајача медаља. | Није било вишеструких освајача медаља. | Није било вишеструких освајача медаља. | Није било вишеструких освајача медаља. |
| -------------------------------------- | -------------------------------------- | -------------------------------------- | -------------------------------------- | -------------------------------------- | -------------------------------------- | -------------------------------------- |

## Италијански освајачи медаља после 3. Европског првенства 1970—1972.
|    | Атлетичар/ка   | м | ж | ЕП       | Дисциплина   |   |   |   |   |
| -- | -------------- | - | - | -------- | ------------ | - | - | - | - |
| 1. | Ђани дел Буоно | м |   | 1971.    | 1.500 м      |   |   |   |   |
| 2. | Серђо Лијани   | м |   | 1971.    | 60 м препоне |   |   |   | 2 |
|    | Укупно         | 2 | 0 | 1970—72. |              | 0 | 0 | 2 | 2 |